# Harumi
Harumi ist ein weiblicher als auch männlicher japanischer Vorname.

## Bekannte Namensträger
- Harumi Hiroyama (* 1968), japanische Langstreckenläuferin
- Harumi Honda (* 1963), japanischer Bahnradsportler
- Harumi Kaneko (* 1950), japanische Jazzsängerin
- Harumi Kōhara (* 1965), japanische Badmintonspielerin
- Harumi Kōri (* 1953), japanischer Fußballspieler und -trainer
- Harumi Kurihara (* 1947), japanische  Fernsehpersönlichkeit
- Harumi Minamino (* 2004), japanischer Fußballspieler
- Murata Harumi (1746–1812), japanischer Kokugaku-Gelehrter und Dichter
- Harumi Takahashi (* 1954), japanische Politikerin